# Aprilia (město)
Aprilia je italské město v oblasti Lazio, vzdálené 48 km od Říma.
Město je v pořadí čtvrtým v řadě mezi městy založenými na bažinách na příkaz Benita Mussoliniho. Datum založení je 25. dubna 1936, dva roky po založení provincie Littoria, dnešní provincie Latina.

## Vývoj počtu obyvatel
Počet obyvatel

## Partnerská města
- Ben Arous, Tunisko
- Buja, Itálie
- Montorio al Vomano, Itálie
- Mostardas, Brazílie
- Tulcea, Rumunsko